# Toutry
Toutry – miejscowość i gmina we Francji, w regionie Burgundia-Franche-Comté, w departamencie Côte-d’Or.
Według danych na rok 1990 gminę zamieszkiwało 496 osób, a gęstość zaludnienia wynosiła 77 osób/km² (wśród 2044 gmin Burgundii Toutry plasuje się na 463. miejscu pod względem liczby ludności, natomiast pod względem powierzchni na miejscu 1148.).